# Thijmen Blokzijl
Thijmen Blokzijl (25 febbraio 2005) è un calciatore olandese, difensore del Groningen.

## Carriera

### Club
Cresciuto nel settore giovanile del Groningen, debutta in prima squadra l'8 gennaio 2023, in occasione dell'incontro di Eredivisie perso per 1-0 contro l'Excelsior, rendendolo all'età di 17 anni e 317 giorni il più giovane esordiente nella storia del club biancoverde.

### Nazionale
Ha giocato nelle nazionali giovanili olandesi Under-15, Under-17 ed Under-18.

## Statistiche

### Presenze e reti nei club
Statistiche aggiornate al 29 gennaio 2023.
| Stagione        | Squadra         | Campionato      | Campionato | Campionato | Coppe nazionali | Coppe nazionali | Coppe nazionali | Coppe continentali | Coppe continentali | Coppe continentali | Altre coppe | Altre coppe | Altre coppe | Totale | Totale |
| Stagione        | Squadra         | Comp            | Pres       | Reti       | Comp            | Pres            | Reti            | Comp               | Pres               | Reti               | Comp        | Pres        | Reti        | Pres   | Reti   |
| --------------- | --------------- | --------------- | ---------- | ---------- | --------------- | --------------- | --------------- | ------------------ | ------------------ | ------------------ | ----------- | ----------- | ----------- | ------ | ------ |
| 2022-2023       | Groningen       | ED              | 13         | 0          | CO              | 1               | 0               |                    | -                  | -                  |             | -           | -           | 14     | 0      |
| Totale carriera | Totale carriera | Totale carriera | 13         | 0          |                 | 1               | 0               |                    | -                  | -                  |             | -           | -           | 14     | 0      |